# Монтагуто
Монтагу̀то (на италиански: Montaguto; на неаполитански: Mondaut', Мондаутъ) е село и община в Южна Италия, провинция Авелино, регион Кампания. Разположено е на 730 m надморска височина. Населението на общината е 478 души (към 2010 г.).